# Mstyczów
Mstyczów is een plaats in het Poolse district  Jędrzejowski, woiwodschap Święty Krzyż. De plaats maakt deel uit van de gemeente Sędziszów en telt 308 inwoners.